# Poklon Svetih treh kraljev (Leonardo)
Poklon Svetih treh kraljev je zgodnja slika Leonarda da Vincija. Leonardu so jo leta 1481 naročili avguštinski menihi iz cerkve San Donato v Scopetu v Firencah, vendar je naslednje leto odpotoval v Milano in sliko pustil nedokončano. Od leta 1670 je v  galeriji Uffizi v Firencah.

## Opis
Devica Marija in Otrok sta upodobljena v ospredju in tvorita trikotno obliko s Kralji, ki v poklonu klečijo. Za njimi je polkrog spremljevalnih figur, vključno s tisto, ki je lahko avtoportret mladega Leonarda (skrajno desno). V ozadju na levi je razvalina poganske zgradbe, na kateri so vidni delavci, ki so jo očitno popravljali. Na desni so moški na konjih in skica skalnate pokrajine.
Ruševine so možno sklicevanje na Maksencijevo baziliko, za katero so po srednjeveški legendi Rimljani trdili, da bo stala, dokler ne bo rodila devica. Zrušila naj bi se v noči Jezusovega rojstva (pravzaprav je bila zgrajena šele kasneje). Ruševine prevladujejo v pripravljalni perspektivni risbi Leonarda, ki vključuje tudi bojne konjenike. Palma v središču ima povezavo z Devico Marijo, deloma tudi zaradi stavka »Veličastna si kot palma« iz Salomonove pesmi, ki naj bi jo predstavljala. Drug vidik palme je lahko uporaba palme kot simbol zmage v starem Rimu, medtem ko je v krščanstvu predstavitev mučeništva - zmage nad smrtjo -, zato lahko zaključimo, da palma na splošno predstavlja zmago. Drugo drevo na sliki je iz družine  rožičev ( Ceratonia siliqua ), semena drevesa se uporabljajo kot merska enota. Merijo dragocene kamne in dragulje. To drevo in njegova semena so povezani s kronami, kar nakazuje Jezusa kot kralja kraljev ali Devico kot bodočo nebeško kraljico, pa tudi, da je to darilo narave novorojenemu Jezusu. Kot pri Michelangelovem Doni Tondo naj bi tudi ozadje predstavljalo poganski svet, ki ga je izpodrinil krščanski svet, kot so ga odprli dogodki v ospredju. Umetnik uporablja svetle barve za osvetlitev figur v ospredju slike. Jezus in Devica Marija sta pravzaprav pobarvana rumeno, barva svetlobe. Drevesa so pobarvana modro, nenavadne barve za kakršna koli drevesa. Na desni strani je po mnenju več kritikov najbolj verodostojen avtoportret Leonarda da Vincija kot tridesetletnika. (Glej Angelo Paratico )
Na velik del kompozicije te slike je vplivalo zgodnejše delo severnjaškega umetnika Rogierja van der Weydena. Razmerje med liki, prostorom in gledalčevim stališčem, visoko obzorje, rahlo dvignjeno razgledišče, prostor, ki se umika v daljno daljavo, in osrednja figuralna skupina, postavljena pred skalno tvorbo sredi pokrajine, so kopirani iz Van der Weydenovega Objokovanje Kristusa (1460, galerija Uffizi, Italija).

## Drugi vpleteni slikarji
Zaradi nedokončanega statusa slike leta 1481 je bilo naročilo predano Filippinu Lippiju, ki je naslikal še en Poklon Svetih treh kraljev, dokončan leta 1496, namesto tistega, ki je bil naročen Leonardu. Granijo ga v Uffiziju v Firencah.
Domenico Ghirlandaio je leta 1488 dokončal ločeno sliko, ki je nadaljevala Leonardovo temo.
Leta 2002 je dr. Mauriziu Seraciniju, diplomantu umetnostne diagnostike s Kalifornijske univerze v San Diegu in rojen Firenčan, naročia Uffizi, da izvede študijo površine barve, in ugotovi ali je sliko mogoče obnoviti, ne da bi jo poškodovali. Seracini, ki je na čelu Editecha, podjetja s sedežem v Firencah, ki ga je ustanovil leta 1977 in se je osredotočil na »diagnostiko kulturne dediščine«, je uporabil digitalno skeniranje visoke ločljivosti ter termografske, ultrazvočne, ultravijolične in infrardeče diagnostične tehnike za preučevanje slike v ultra-drobne podrobnosti. Ugotovil je, da slike ni mogoče obnoviti, ne da bi jo poškodoval in da je Leonardo naredil le spodnji del. Drugi umetnik (ali umetniki) je bil odgovoren za vso obstoječo barvo na spodnjem delu. Seracini je izjavil, da »Leonardo ni dal nobene barve, ki jo danes vidimo na Poklonu«. V okviru svoje diagnostične raziskave je Seracini opravil več kot 2400 podrobnih infrardečih fotografskih zapisov podrobnega podnapisa slike in znanstvenih analiz. Nove slike, ki so jih razkrile diagnostične tehnike, ki jih je uporabil Seracini, so bile sprva objavljene leta 2002 v intervjuju z novinarko New York Timesa Melindo Henneberger. Leta 2005, ko se je preiskava končala, je Seracini dal še en intervju, tokrat s poročevalcem Guardiana Johnom Hooperjem. Seracini je svoje rezultate končno objavil leta 2006: M. Seracini, Diagnostične preiskave Poklona Svetih treh kraljev Leonarda da Vincija v The Mind of Leonardo - The Universal Genius at Work, katalog razstave uredil P. Gauluzzi, Giunti Florence, 2006 , str. 94–101.
V televizijskem programu Smithsonian Channel, Da Vinci Detective, Seracini domneva, da so ga, ko so videli predhodne risbe oltarne slike, ki so jo naročili, zavrnili zaradi senzacionalnega scenarija, ki ga jim je predstavil. V celoti so pričakovali tradicionalno interpretacijo, ki je vključevala tri modrece in se namesto tega soočili z vrtincem nepovezanih, napol izčrpanih figur, ki obkrožajo Jezusa otroka, pa tudi s polno razcvetenim bojnim prizorom na zadnji strani slike. Namesto tega so se odločili, da jo bodo pustili v skladišču, namesto da bi uničili originalno delo. Šele mnogo kasneje in verjetno v kontekstu poznejšega povečanja vrednosti Leonardovih umetniških del so ga neznane osebe obudile in prebarvale, da bi bilo bolj »prodajno«. Ta kasnejša ponovna obdelava plošče je povzročila spremembe Leonardovega prvotnega dizajna. 

## Obnova
Galerija Uffizi je pred kratkim zaključila šestletno obnovo dela. V celoti je bilo očiščeno z dolgoletno umazanijo in odstranjenim starim lakom. Rezultat je delo, ki je neverjetno svetlo, z jasno vidnimi obrisi oglja Da Vincija in oznakami. Obnovljene so tudi lesene plošče, ki zagotavljajo stabilnost dela za naslednje generacije.

## Povezana dela
- Študija za Poklon Svetih treh kraljev, 1478–1481
- Študija perspektive Poklon Svetih treh kraljev, c. 1481
- Študija jahača in rejnega konja za Poklon Svetih treh kraljev, c. 1481. Fitzwilliam Museum
- Filippino Lippi, Poklon Svetih treh kraljev, 1496 – Oltarna slika je bila sčasoma dostavljena v San Donato Scopeto